# Dihydropyran
Dihydropyran je organická sloučenina s šestičlenným heterocyklem, který se skládá z pěti atomů uhlíku a jednoho kyslíku. Obsahuje jednu dvojnou vazbu a podle její polohy se rozlišují dva izomery, 3,4-dihydro-2H-pyran má dvojnou vazbu na pozici 5; 3,6-dihydro-2H-pyran na pozici 4.

## Názvosloví
Označení „dihydro“pyran znamená, že je tato látka odvozena od pyranu přidáním dvou atomů vodíku na nenasycené atomy uhlíku, čímž dojde ke zjednodušení dvojné vazby. Čísla před předponou označují pozice přidaných vodíků. Písmeno H spojené s číslem označuje umístění nasyceného uhlíku v původní molekule pyranu. Přidáním dvou atomů vodíku na dihydropyran a zjednodušením i zbylé dvojné vazby vznikne tetrahydropyran (oxan).

## 3,4-dihydropyran
3,4-dihydropyran, také známý jako 2,3-dihydropyran, se používá na ochranu některých chemických látek.

### Příprava
Dihydropyran se připravuje dehydratací tetrahydrofurfurylalkoholu nad oxidem hlinitým při 300–400 °C.

### Reakce
V organické syntéze se 2-tetrahydropyranylová skupina používá jako chránicí skupina pro alkoholy. Reakcí alkoholu s dihydropyranem vzniká tetrahydropyranylether, který chrání alkohol před řadou reakcí. Alkohol může být posléze snadno obnoven kyselou hydrolýzou za vzniku 5-hydroxypentanalu.